# Place Sathonay
Pour les articles homonymes, voir Sathonay.
La place Sathonay est une place carrée située au pied du quartier des pentes de la Croix-Rousse dans le 1er arrondissement de Lyon, en France. Elle porte le nom de Nicolas-Marie-Jean-Claude Fay de Sathonay, maire de Lyon de 1805 à 1812.

## Historique

### Moyen-Âge
Avant la délibération du conseil municipal du 22 août 1817 qui lui attribue son nom actuel, la place a été appelée place de la Déserte. Dans le Tractatus de bellis induciis en 1268, on apprend que les Lyonnais pour se défendre de l'autorité ecclésiastique font construire des fortifications dans la Déserte. En 1296, Blanche de Châlons, veuve du sire de Beaujeu acquiert la parcelle « proche de la porte nouvelle » et fonde en 1304 le monastère ou abbaye du même nom pour les dames de Saint-Clair ou Clarisses qui passeront sous la règle de saint Benoit. En 1318, le fils de Blanche de Châlons lègue la vigne de la Varissonnière aux religieuses, et en 1439, l'homme d'affaires Pierre du Nyèvre cède le Clos de la vigne, ce qui permet d'agrandir le terrain des Clarisses.

### Renaissance
En 1513, la compagnie des archers lyonnais installe sur une butte leur appartenant dénommée le tènement des Auges, placée entre la rue des Augustins et la place Sathonay leur camp d'entrainement. Ils étaient auparavant sur un terrain attenant à la rue Grôlée et le rue de l'Hôpital.

### Époque moderne
En 1745, leurs possessions occupent alors un quadrilatère qui va des rues Sergent Blandan au sud, montée des Carmélites à l'ouest, la rue du Bon Pasteur au nord, et la montée de la Grande Côte à l'est.

### La Révolution et ses conséquences
Dès 1791, les biens des congrégations religieuses qui occupent la majeure partie des pentes de la Croix-Rousse sont vendus comme bien nationaux. La première propriété mise aux enchères est celle des Chartreux en septembre 1791. Les plus grosses ventes ont lieu au deuxième semestre 1796. Le Clos de la Déserte échoit au département. 
En 1802, la partie la plus pentue du terrain au nord, est transformée en jardin des plantes, encore visible aujourd'hui. Le reste des bâtiments appartient toujours au département comme bien national mais le tout est cédé à la ville de Lyon. On propose alors d'utiliser les constructions vides pour y installer une école impériale d'équitation ou le mont-de-piété. Finalement, les bâtiments sont détruits en 1813, à l'exception du bâtiment qui abrite aujourd'hui la mairie d'arrondissement. Les bâtiments sont remplacés par une place pavée de cailloux et de pierres plates. 
En 1817, l'architecte municipal Louis Flachéron propose d'agrandir la place et d'aménager une entrée au jardin des plantes. La place, créée sous la mandature du maire de Fargues, occupe désormais une superficie de 4 000 mètres carrés : l'escalier situé au nord de la place à côté de la mairie permet d'accéder au jardin des plantes. De part et d'autre de l'escalier se trouvent deux fontaines ornée de lions en fonte fabriqués à la Fonderie nationale du Creusot, répliques des lions ornant la fontaine de l'Institut à Paris, eux-mêmes inspirés de la Fontaine Acqua Felice située à Rome, place Saint-Bernard.
Les rues latérales sont créées vers 1820 - 1821 et les lots sont rapidement vendus aux aménageurs. Le succès de ces opérations tient à la proximité du jardin des plantes et de son relatif écart par rapport à la bruyante montée de la Grande Côte. Contrairement aux quartiers voisins, les bâtiments abritent plus d'appartements que d'ateliers de soieries.

### Statue du sergent Blandan
En son centre se trouve la statue du sergent Blandan, né dans le quartier et mort pendant la conquête de l'Algérie, en 1842. La statue d'origine, en bronze, qui fut érigée en 1900 par Thomas Lamotte et Joseph Dubuisson, a disparu pendant la Seconde Guerre mondiale. Elle est fondue sous le régime de Vichy par les Allemands, et a été remplacée par une nouvelle statue en pierre, réalisée en 1961 par André Tajana et Francisque Lapandery, deux amis artistes associés.

### Aujourd'hui

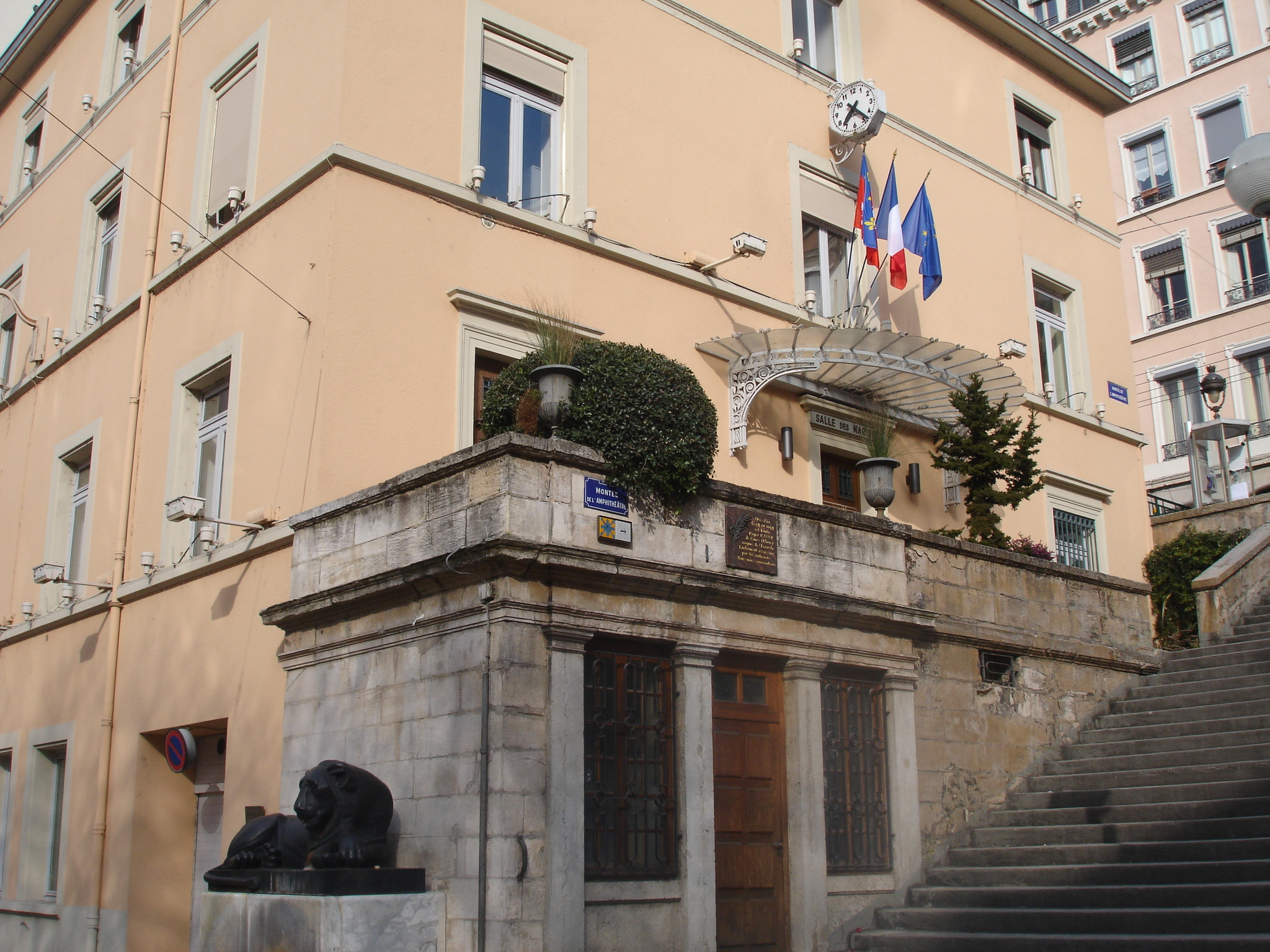
Mairie du 1er arrondissement

Outre la mairie d'arrondissement qui occupe le seul vestige historique du couvent de la Déserte, il faut mentionner le passage de la Déserte qui relie la place Sathonay (30 rue Sergent Blandan) à la place Rambaud en souvenir du couvent disparu.
Elle est connue pour ses cafés, son ambiance bohème et ses joueurs de boules lyonnaises. C'est aussi l'emplacement de la mairie du 1er arrondissement.